# Botifler

La flor de lis símbolo de la Casa de Borbón, una de las posibles etimologías de la palabra "botifler`".

Botifler (pronunciado butiˈfɫé(r) o botiˈfɫé(r)) es la palabra catalana utilizada como apodo contra los felipistas o borbónicos, los partidarios de Felipe V durante la Guerra de Sucesión Española. Las palabras castellanizadas butiflero o botiflero aparecen en algunas fuentes, pero no tienen prácticamente uso ni están recogidas en el DRAE. Sus oponentes, los austracistas o imperiales (los partidarios de la Casa de Austria), eran motejados como aguillots (aguiluchos), vigatans o maulets.

## El origen del término
Una posible etimología es la expresión francesa beauté fleur (‘la bella flor’), en referencia a la flor de lis dorada sobre fondo azul que compone el escudo de armas del linaje borbónico. No obstante, en la primera mención al apodo, que se halla en las Narraciones históricas del austracista Francisco de Castellví y Obando, este constata que en 1703 en Barcelona, tras las noticias llegadas a la capital catalana de las batallas de Nimega (1702) y Eckeren (1703), se motejaba a los seguidores de la Casa de Borbón con una palabra derivada del apellido del mariscal Louis François de Boufflers.
Los lingüistas Pere Labèrnia Esteller, Francesc de Borja Moll y Joan Corominas sostienen que la palabra botifler guarda la misma raíz (botir: ‘hinchar’, ‘hincharse’) que el término botiró, usado por primera vez en Centellas durante la revuelta de los Barretines de 1689 para referirse a los soldados del rey. Un origen que parece confirmar un documento de 1707 que afirma que la palabra botifler procedía de Vich. Así botifler y botiró, según el historiador Joaquim Albareda, «podrían tener la misma connotación de persona arrogante, presumida, orgullosa».